# Daniel Dujshebaev
Daniel "Dani" Dujshebaev Dobichebaeva, född 4 juli 1997 i Santander, är en spansk handbollsspelare (vänsternia). Han är son till handbollstränaren, och tidigare spelaren, Talant Dujshebaev samt yngre bror till handbollsspelaren Alex Dujshebaev.